# Schwedische Eishockeymeisterschaft 1941
Die Saison 1941 war die 19. Austragung der schwedischen Eishockeymeisterschaft. Meister wurde zum insgesamt dritten Mal in der Vereinsgeschichte der Södertälje SK.

## Meisterschaft

### Erste Runde
- IFK Lidingö – Horntulls IF 5:1
- Skuru IK – Rålambshofs IF 2:0
- IF Verdandi – IK Westmannia 4:1
- Västerås SK – IF Aros 3:2
- Surahammars IF – Stockholms IF 0:0/1:3
- IK Sleipner – UoIF Matteuspojkarna 1:9
- IFK Norrköping – Nacka SK 1:2
- Södertälje IF – Liljanshofs IF 1:3
- Tranebergs IF – Älvsjö AIK 8:1
- IF Vesta – IF Linnéa 4:2
- IK Huge – Sandvikens IF 3:2
- IK Sirius – Reymersholms IK 3:2

### Zweite Runde
- IF Verdandi – IK Sture 1:2
- IK Huge – Tranebergs IF 3:2
- IFK Mariefred – IFK Lidingö 2:1
- Skuru IK – Stockholms IF 1:2

### Achtelfinale
- IK Göta – IK Sture 6:2
- Karlbergs BK – IK Hermes 3:0
- IF Vesta – Stockholms IF 4:2
- IK Huge – Hammarby IF 0:6
- AIK Solna – Nacka SK 3:1
- IK Sirius – UoIF Matteuspojkarna 2:3
- Södertälje SK – IFK Mariefred 6:0
- Västerås SK – Liljanshofs IF 6:3

### Viertelfinale
- IK Göta – Karlbergs BK 4:2
- IF Vesta – Hammarby IF 0:5
- AIK Solna – UoIF Matteuspojkarna 1:1/4:1
- Södertälje SK – Västerås SK 5:2

### Halbfinale
- IK Göta – Hammarby IF 2:1
- AIK Solna – Södertälje SK 1:2

### Finale
- IK Göta – Södertälje SK 2:3 n. V.